# Euaugaptilus tenuispinus
Euaugaptilus tenuispinus är en kräftdjursart som beskrevs av Georg Ossian Sars 1920. Euaugaptilus tenuispinus ingår i släktet Euaugaptilus och familjen Augaptilidae. Inga underarter finns listade i Catalogue of Life.